# Miles Scotson
Miles Scotson (ur. 18 stycznia 1994 w Campbelltown) – australijski kolarz torowy i szosowy, zawodnik należącej do dywizji UCI WorldTeams drużyny Groupama-FDJ. Dwukrotny medalista mistrzostw świata w kolarstwie torowym.

## Kariera
Największy międzynarodowy sukces w karierze osiągnął w 2016 roku, kiedy reprezentacja Australii w składzie: Sam Welsford, Michael Hepburn, Callum Scotson, Miles Scotson, Alexander Porter i Luke Davison zdobyła złoty medal w drużynowym wyścigu na dochodzenie podczas torowych mistrzostw świata w Londynie. W tej samej konkurencji wraz z kolegami zdobył też brązowy medal na rozgrywanych rok wcześniej mistrzostwach świata w Paryżu. Ponadto kilkukrotnie zdobywał medale mistrzostw świata juniorów, w tym złote w drużynowym wyścigu na dochodzenie w latach 2012 i 2014. Startuje również w wyścigach szosowych.
Jego starszy brat, Callum Scotson, także jest kolarzem.